# Ansi
Ansi – wieś w Estonii, w prowincji Saare, w gminie Lääne-Saare. W 2004 roku wieś zamieszkiwały 42 osoby.